# Enrique Chaico
Enrique Chaico (1888 - 23 de octubre de 1961) fue un actor de cine, teatro y radio que nació en el Imperio Ruso y fue llevado por sus padres a radicarse en la provincia de Entre Ríos, Argentina, país en el cual realizó su carrera artística y donde falleció.

## Carrera profesional
Debutó en el teatro en 1918 en la compañía de Enrique de Rosas y más adelanto integró el elenco encabezado por Blanca Podestá. En la década de 1930, cuando había en Buenos Aires varias salas teatrales donde se representaban obras hablas en idish, fue uno de los fundadores de la Sociedad de Actores Israelitas.
Entre las obras teatrales que representó se cuentan Espectros, El que recibe las bofetadas, Arsénico y encaje antiguo, La muerte de un viajante y El fabricante de piolín.
Trabajó en radioteatros y a partir de su debut en cine en Santos Vega (1936) actuó en varias películas, destacándose especialmente el rol de mendigo cumplido en Dios se lo pague (1948) junto a Arturo de Córdova, por el que fue galardonado. También fue excelente su labor en el filme policial La niña del gato  (1953) dirigido por Román Viñoly Barreto e incluso llegó a trabajar en la producción de Hollywood de 1952 filmada en Argentina Way of a Gaucho, dirigida por Jacques Tourneur. 

## Filmografía
- Libertad bajo palabra (1961)
- Evangelina  (1959)
- Historia de una carta  (1957)
- El hombre señalado  (1957)
- El amor nunca muere  (1955)
- Cuando Buenos Aires se adormece  (1955)
- Tren internacional  (1954)
- Guacho
- La niña del gato  (1953)
- Way of a Gaucho   (1952) .... Padre Fernández
- La de los ojos color del tiempo  (1952)
- Sombras en la frontera  (1951)
- De turno con la muerte  (1951)
- La orquídea  (1951)
- Escuela de campeones  (1950)
- Historia de una noche de niebla  (1950)
- Nacha Regules  (1950)
- Esperanza  (1949)
- Dios se lo pague  (1948) .... Barata
- Juan Moreira  (1948)
- Siete para un secreto  (1947)
- Como tú lo soñaste  (1947)
- Lauracha  (1946)
- Cuando en el cielo pasen lista  (1945)
- Apasionadamente  (1944)
- La verdadera victoria  (1944)
- Su esposa diurna  (1944)
- Una mujer con pantalones o  Luisito (1943)
- Juvenilia  (1943)
- La juventud manda  (1943)
- Valle negro  (1943)
- Son cartas de amor  (1943)
- Un nuevo amanecer  (1942)
- Claro de luna  (1942)
- Vacaciones en el otro mundo  (1942)
- Yo conocí a esa mujer  (1942)
- Cada hogar un mundo  (1942)
- Santos Vega  (1936)

## Premio
La Academia de Artes y Ciencias Cinematográficas de la Argentina le otorgó el premio Cóndor Académico al mejor actor de reparto de 1948 por su actuación en el filme Dios se lo pague.